# 擬鴯鶓屬
擬鴯鶓屬是已滅絕的鶴鴕目平胸鳥類，生存於晚漸新世至中新世時期的澳洲中部，與較後期出現的現生鴯鶓相比，體型較小，兩者同屬於鴯鶓科或鶴鴕科鴯鶓亞科。本屬包含小擬鴯鶓（E. gidju）與寬跗擬鴯鶓（E. guljaruba）兩個物種，但有學者認為僅有跗蹠骨被發現的寬跗擬鴯鶓可能是小擬鴯鶓的異名。
擬鴯鶓由於同時具有與現生的鶴鴕與鴯鶓相同，或介於兩者之間的特徵，被視為介於鶴鴕與鴯鶓這兩個演化支的中間型。兩種擬鴯鶓的跗蹠骨都比生活於叢林的鶴鴕纖細，而比生活於開闊草原與灌木叢的鴯鶓粗，可能與適應更開放的開闊棲地有關；但擬鴯鶓跗蹠骨遠端的第二滑車（trochlea metatarsi II）比鶴鴕小，而比鴯鶓大，顯示牠們尚未發展出如同鴯鶓那樣，為了需要經常奔跑的開闊環境而高度特化的生理結構。此外，化石相對較豐富的小擬鴯鶓，則還具有類似鴯鶓寬圓而較為扁平的上頜骨、構造與鶴鴕相似，比鴯鶓修長的股骨、形態與鴯鶓相似的足部等等。然而，儘管擬鴯鶓又像鶴鴕又像鴯鶓，系統發生學分析仍支持擬鴯鶓屬於鴯鶓類，而非鶴鴕類的成員。